# Urineonderzoek
Aan de hand van urineonderzoek is het mogelijk op eenvoudige en niet-invasieve wijze te screenen op een aantal aandoeningen. Eenvoudig oriënterend urineonderzoek met behulp van teststrips kan door de huisarts, doktersassistente, verloskundige of verpleegkundige worden verricht. Indien verder onderzoek nodig is, kan een beroep worden gedaan op klinisch chemisch laboratorium en/of microbiologisch laboratorium.

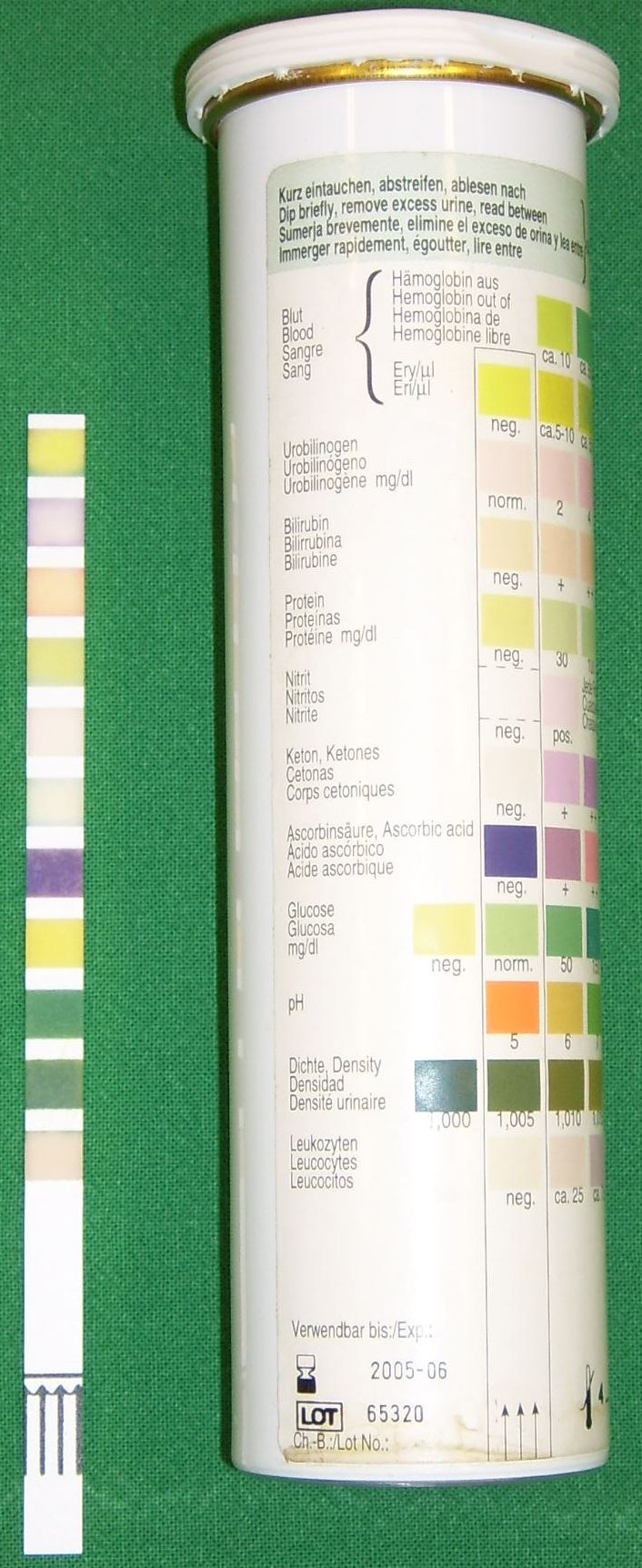
Eenvoudige sticks voor urineonderzoek

## Mogelijkheden
Urineonderzoek kan op verschillende manieren plaatsvinden, afhankelijk van de aandoening waar de arts de patiënt van verdenkt. Allereerst kan bij het bekijken van het aspect van de urine al het een en ander opvallen. Ander onderzoek bestaat uit het semi-kwantitatief meten van verschillende bepalingen met behulp van een urinestrip. Dit soort onderzoek wordt vaak gebruikt als screening op urineweginfecties, bloed in de urine of glucose en/of ketonen in urine. Daarnaast kan er microscopisch onderzoek gedaan worden in urine. Dit wordt veelal gedaan om te kijken of iemand bepaalde type cellen of cilinders in de urine heeft, wat kan wijzen op een nieraandoening. Ook kan er een kweek uitgevoerd worden in urine om te achterhalen welke bacteriën verantwoordelijk zijn voor een urineweginfectie. Dan zijn er nog tal van kwantitatieve bepalingen die in urine gedaan kunnen worden. Bijvoorbeeld bij patiënten met diabetes mellitus wordt regelmatig de concentratie albumine (microalbumine) bepaald in urine. Andere veel voorkomende bepalingen in urine zijn die van de concentratie kreatinine, natrium, kalium en andere elektrolyten. Ten slotte wordt er ook urineonderzoek gedaan bij verdenking op een erfelijke metabole stofwisselingsziekte. In een zogeheten crisis-urine worden dan allerlei bepalingen gedaan zoals organische zuren en aminozuren.

## Aspect

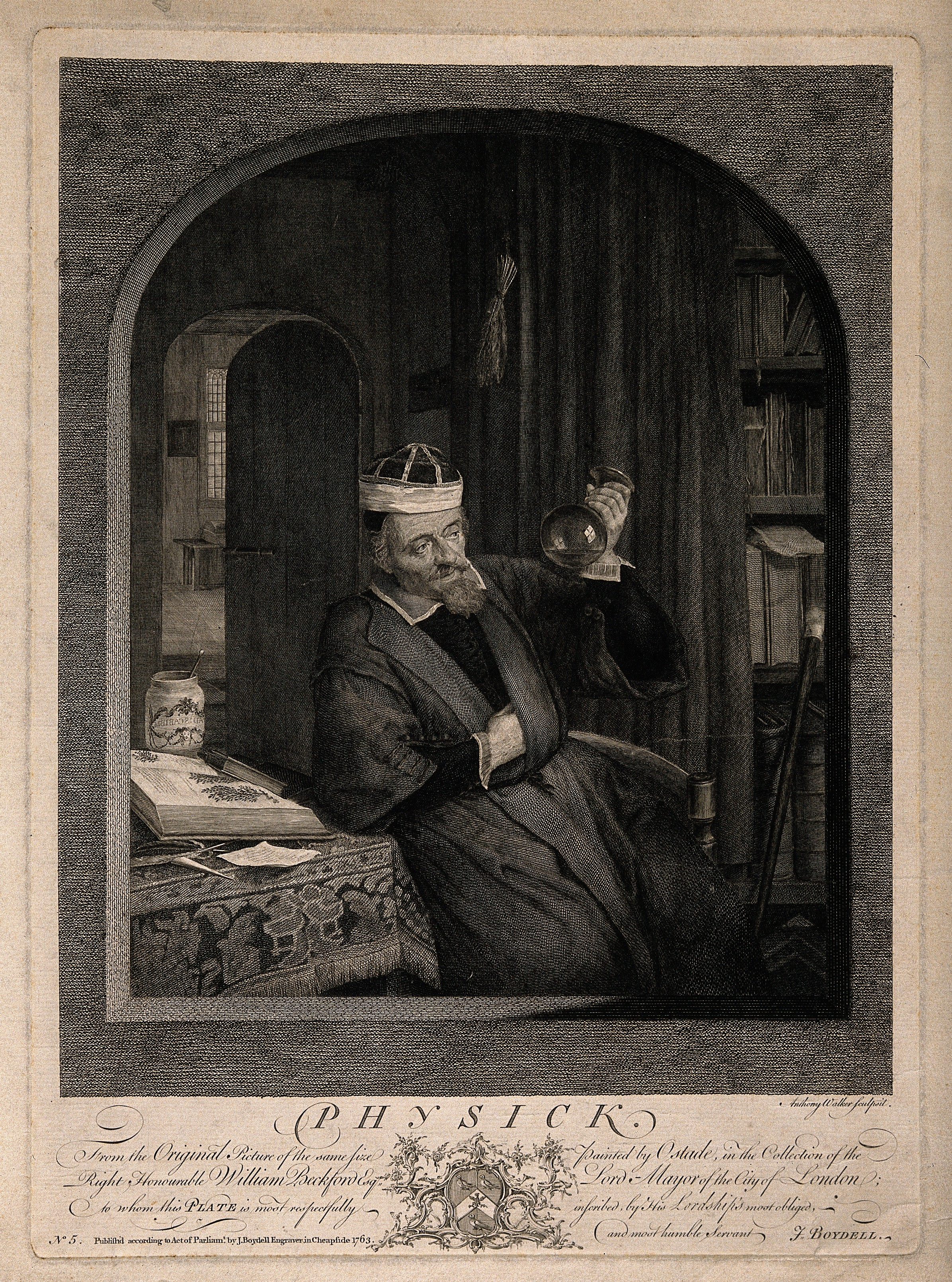
Urineonderzoek - ets uit 1763

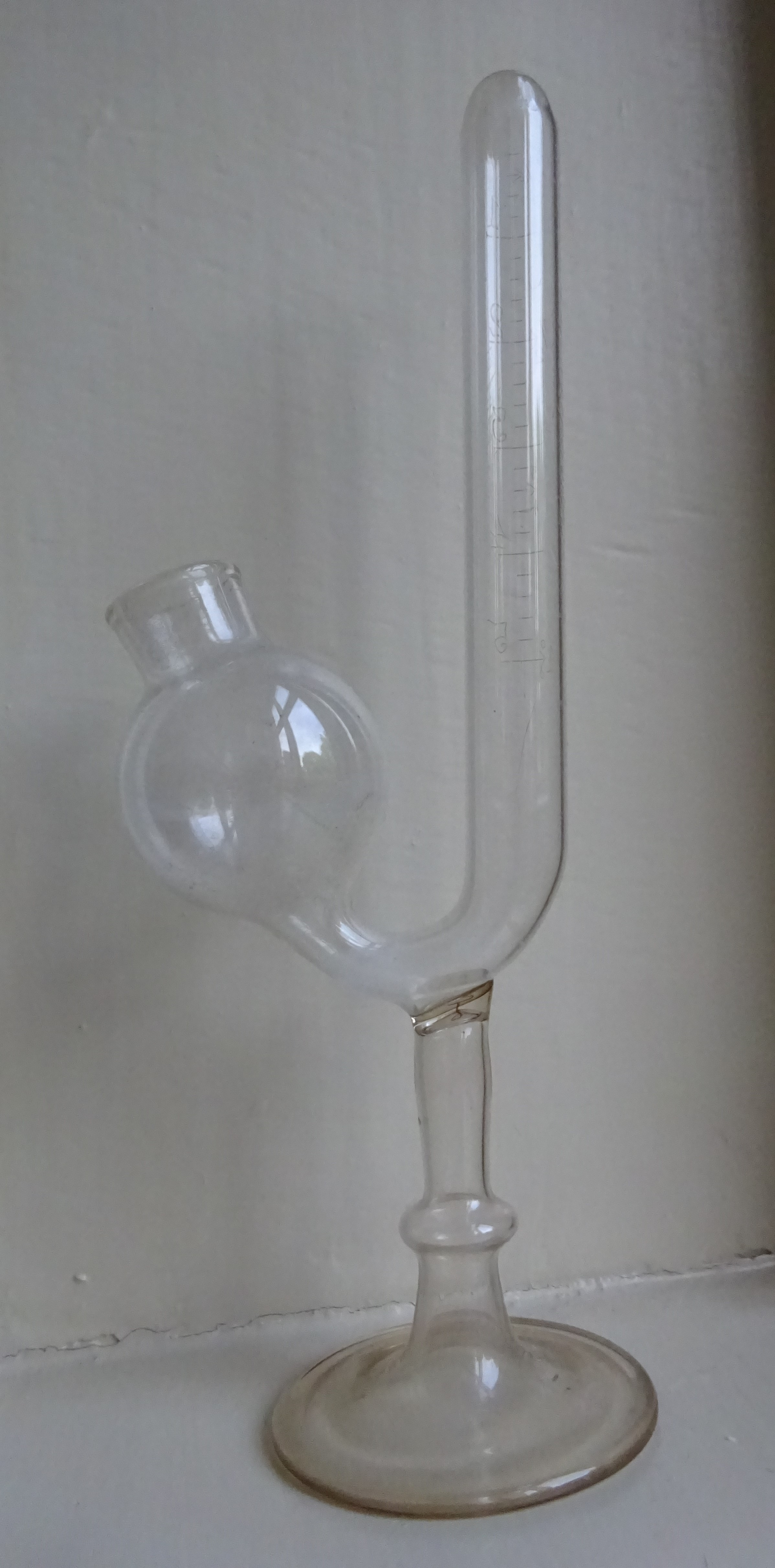
Katalysebuisje, dat in de twintigste eeuw door een apotheker werd gebruikt voor urineonderzoek

In eerste instantie kan men kijken hoe de urine eruitziet en hoe het ruikt.
- Heldere, geconcentreerde urine: maakt een urineweginfectie onwaarschijnlijk.
- Sterk geel: gebruik van vitamine B2 preparaat.
- Geelrood, roodbruin: urobiline, porfyrine.
- Na staan geelrood, roodbruin: porfobilinogeen.
- Bruin tot donkerbruin: methemoglobine.
- Donkerbruin: bilirubine (bij schudden geel schuim).
- Na staan donkerbruin: alkapton of melanine.
- Rood: hemoglobine, myoglobine, consumptie rode bieten.
- Troebeling: erytrocyten, leukocyten, slijm, kristallisatie van zouten uit oververzadigde urine.

## Teststroken
Met teststroken (dipsticks, urinestrip) kan semi-kwantitatief bilirubine, eiwit, erytrocyten/hemoglobine, glucose, ketonen, leukocyten, nitriet, pH, urobilinogeen en soortelijk gewicht bepaald worden.
Afwijkende resultaten kunnen een aanwijzing zijn voor een onderliggende pathologie.

### Bilirubine
Dit kan verhoogd aanwezig zijn in urine als het sterk verhoogd is in het bloed.

### Eiwit
Dit betreft meestal het lichaamseiwit albumine.
Het is verhoogd aanwezig in de urine bij
- Zwangerschap: soms, fysiologisch, een lichte verhoging.
- Zwangerschapshypertensie.
- "Orthostatische proteïnurie": Als persoon voor het lozen lang heeft gestaan; Bij herhalen is het afwezig als urine geloosd is na opstaan ’s morgens.aanwezig in ca. 5% van volwassenen,
- Koorts, intensieve inspanning; bijvoorbeeld hardlopers, tot 350 mg/dag.
- Aandoeningen waarbij glomerulaire doorlaatbaarheid verhoogd en/of tubulaire resorptie verminderd is, bijvoorbeeld diabetes mellitus, lupus erythematodes, progressieve glomerulonefritis, zwaar-metaal-intoxicatie.
- Nefrotisch syndroom.
- Geneesmiddelen: bijvoorbeeld isoniazide, lithiumcarbonaat, penicillamine, salicylaten (bij hoge dosering).

Proteïnurie kan een aanwijzing zijn bij het opsporen van vroege of acute nierschade.

### Erytrocyten
- Prerenale oorzaak: hemorragische diathesen bij antistolling, hemofilie, trombopathie, trombopenie.
  - Circulatoir: ernstige hypertensie, nierarterie- of niervenetrombose, hartinsufficiëntie.
  - Bloedziekten: leukemie, polycythemie, sikkelcelanemie.
  - Andere oorzaken: cytostatica, collageenziekten.
- Renale en post-renale oorzaak: glomerulonefritis, pyelonefritis, cystitis, tuberculose, nier- of ureter- of blaastumor, nier- of ureter- of blaassteen, prostaatcarcinoom, trauma, corpus alienum, penislaesie.

### Glucose
De aanwezigheid van het lichaamssuiker glucose is verhoogd in de urine (meer dan ca. 0,025 g%, d.i. 0,25 g/l) bij:
- Diabetes mellitus.
- Verlaging van de nierdrempel (renale glucosurie)
  - Zwangerschap: door verhoogde renale flow
  - Ouderen: door verminderde terugresorptie

### Ketonen
Ketonen zijn aanwezig in de urine bij
- Sterk ontregelde diabetes mellitus.
- Sterk vasten.
- Zware lichamelijke inspanning
- Hyperthyreoïdie.
- Koorts.
- Hyperemesis gravidarum.
- Bij pasgeborenen: metabole vetstofwisselingsstoornis, renale tubulaire acidose.

### Nitriet
De aanwezigheid van nitriet in de urine duidt op een bacteriële urineweginfectie. Het is belangrijk om te weten dat niet alle bacteriën in staat zijn om nitriet te produceren. Dit betekent dat afwezigheid van nitriet een bacteriële urineweginfectie niet kan uitsluiten.
De belangrijkste en meest voorkomende urinewegpathogenen vormen nitriet (uit nitraat) in de urine: E. coli, Proteus, Klebsiella, Citrobacter.
Bacteriën die niet in staat zijn om nitraat te reduceren tot nitriet zijn bv. Enterococcus faecalis en andere gram-positieve kokken, N. gonorrhoeae, M. tuberculosis.

### pH
Normale pH van ochtendurine is 5-7, licht zuur tot neutraal.
De urine is na een maaltijd vaak basisch, rond een pH van 8, dit komt door een grotere productie van maagsap na de maaltijd. Een zuurdere urine (pH <5) wijst op diarree of diabetes mellitus. Bij diabetes mellitus, ofwel suikerziekte, kan bij een tekort aan glucose vetzuurverbranding ontstaan wat de urine zuur maakt. Bij een basische ochtendurine, een pH hoger dan 7, kan er sprake zijn van een urineweginfectie. De aanwezigheid van bacteriën in de urine maakt deze basisch.

### Urobilinogeen
Een verhoogd gehalte Urobilinogeen kan wijzen op een prehepatische icterus.

### Leukocytenesterase
De leukotest verkleurt op basis van leukocytenesterase afkomstig uit leukocyten. Een positieve leukotest toont leukocyten aan, maar is niet noodzakelijk bewijzend voor een urineweginfectie. Zo kan er bijvoorbeeld vaginale contaminatie zijn die de test verstoort. De sensitiviteit en specificiteit bedragen respectievelijk 87% en 36% . 

## Microscopisch sedimentonderzoek
Het microscopisch onderzoek wordt sedimentonderzoek genoemd. Hierbij wordt de urine in een centrifuge afgedraaid zodat alle deeltjes (cellen, kristallen, cilinders etc) door de kracht van de centrifuge zich op de bodem van de buis bevinden (sediment). Een kleine druppel van dit sediment wordt vervolgens onder de microscoop geanalyseerd op de aanwezigheid van bacteriën, rode en witte bloedcellen deze cellen zijn afkomstig van de nieren. Ook wordt gekeken naar de vorm van de cellen en van eventueel aanwezige kristallen of andere stoffen. De beperking van dit onderzoek ligt vooral in de mogelijke lysis van erytrocyten en/of leukocyten in vivo en ex vivo, afhankelijk van de bewaartijd, de pH en het soortelijk gewicht van de urine. Een zo vers mogelijk monster (maximaal 2 uur na mictie) is dan ook een vereiste voor een deugdelijk sediment-onderzoek om lysis van cellen te voorkomen.
De teststrook toont gelyseerde leukocyten en erytrocyten wél aan. Daarom mag microscopische beoordeling van het urinesediment niet los gezien worden van de resultaten van het teststrookonderzoek.